# ساخزندورف (زاکسونی)-آنهالت
ساخزندورف (زاکسونی)-آنهالت (به آلمانی: Sachsendorf) یک منطقهٔ مسکونی در آلمان است که در باربی واقع شده‌است. ساخزندورف ۳۱۳ نفر جمعیت دارد.